# 한백 수호 통상 조약
한백 수호 통상 조약(韓白修好通商條約)은 대한제국과 벨기에 사이에 체결된 조약이다. 조선은 1876년 일본 제국과 처음으로 근대적 조약을 체결한 뒤 1882년 조미 수호 통상 조약을 비롯해 여러 차례 외국과 조약을 맺었다. 벨기에도 다른 유럽 국가들과 비슷한 조항을 가진 불평등 조약을 조선을 계승한 대한제국과 체결했으며 1901년 10월 17일 레온 빈카트를 총영사로, 모리스 큐벨리어를 부영사로 대한제국에 파견했다. 1905년 대한제국은 일본 제국의 보호령으로 전락했지만 이 조약은 효력을 유지했다.

## 참고 문헌
- Kim, Chun-gil. (2005). The History of Korea. Westport, Connecticut: Greenwood Press. ISBN 9780313332968; ISBN 9780313038532; OCLC 217866287
- Korean Mission to the Conference on the Limitation of Armament, Washington, D.C., 1921–1922. (1922). Korea's Appeal to the Conference on Limitation of Armament. Washington: U.S. Government Printing Office. OCLC 12923609
- Yŏng-ho Ch'oe; William Theodore De Bary; Martina Deuchler and Peter Hacksoo Lee. (2000). Sources of Korean Tradition: From the Sixteenth to the Twentieth Centuries. New York: Columbia University Press. ISBN 9780231120302; ISBN 9780231120319; OCLC 248562016